# Cmentarz komunalny przy ul. Potulickiej w Szczecinie

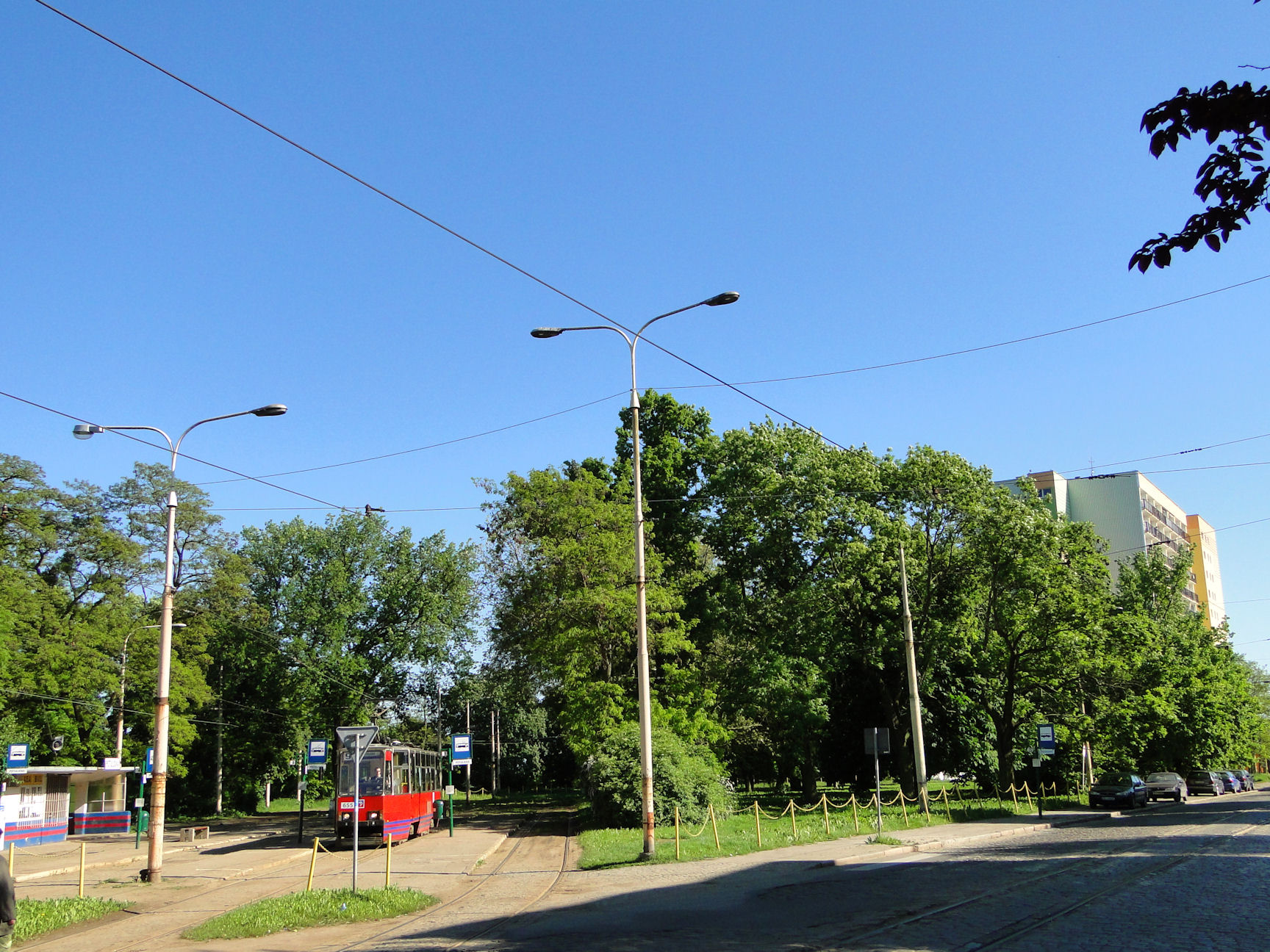
Pętla tramwajowa przy ul. Potulickiej (teren dawnego cmentarza)

Cmentarz komunalny przy ul. Potulickiej w Szczecinie – dawny cmentarz miejski położony na terenie Szczecina, na terenie dawnego Górnego Wiku (Oberwiek). Zajmował niewielki teren na wschód od ul. Potulickiej (Linsingen str.), na północ od ul. Piekary (Bäckerbergstr.). Był najdłużej czynną nekropolią w historii Szczecina.

## Historia
Początki nekropolii są związane z istniejącym tu w średniowieczu szpitalem przy kościele pw. św. Jerzego. Ok. 1300 roku na tym terenie dokonywano pochówków pacjentów, którzy zmarli na choroby zakaźne, które wówczas były dość częstą plagą miast. W XVIII wieku sytuacja się zmieniła, ponieważ majętniejsi mieszkańcy Szczecina zawiązali specjalny fundusz, który miał dopilnować, aby cmentarz istniał wiecznie. Ok. 1787 roku teren cmentarza powiększono do ok. 700 m². W XIX wieku zaczęto tu dokonywać pochówków przedstawicieli bogatego mieszczaństwa, należały do nich osoby z rodów Lefebre i Crepin. Na terenie cmentarza znajdowała się drewniana kaplica, którą rozebrano dopiero 45 lat po zamknięciu dla pochówków, które miało miejsce ok. 1880 roku. Na miejscu kaplicy w drugiej połowie lat 20. XX wieku wybudowano kościół pw. Zbawiciela, który uległ zniszczeniu podczas działań wojennych. Po 1945 roku znajdowały się na terenie nekropolii uszkodzone nagrobki i ruiny kościoła, które w latach późniejszych uprzątnięto. W latach 70. na terenie pocmentarnym zlokalizowano pętlę tramwajową.